# Marie Jeanne Clemens

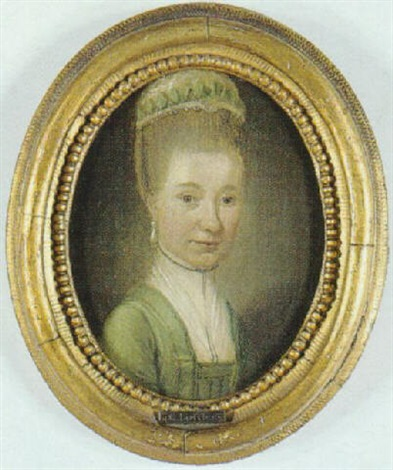
Retrato de Carl Løffler de antes de 1854

Marie Jeanne Clemens (nacida Crévoisier; París, 16 de noviembre de 1755 - Berlín, 20 de marzo de 1791) fue una grabadora y pintora (especialmente en pastel) franco-danesa de estilo entre rococó y neoclasicista.

## Biografía
Hija del relojero Claude Joseph Crévoisier y su esposa Marie Thérèse (née Blot); al fallecer su padre, su madre se volvió a casar y fue a vivir con su tía.
Desde 1773 fue alumna y desde 1781 esposa del artista danés Johan Frederik Clemens, con el que se mudó a Dinamarca tras su boda de rito protestante. Tuvieron tres hijos que fallecieron cuando eran pequeños.
Desde 1782 estudió en n la Real Academia de Bellas Artes de Dinamarca.  
En 1788, se mudó a Berlín, donde fue miembro de la Academia de las Artes de Berlín.
Falleció de tuberculosis a los 35 años.